# Igreja São José (Porto Alegre)
A Igreja São José é um templo da Igreja Católica localizado no centro de Porto Alegre, no estado do Rio Grande do Sul, Brasil. Projetada pelo insigne arquiteto e artista Joseph Lutzenberger para a comunidade católica alemã, é um patrimônio histórico e cultural da cidade e tem expressiva relevância artística.

## História
Os primeiros imigrantes alemães católicos que se radicaram em Porto Alegre não dispunham de um templo próprio e realizavam suas devoções na Igreja de Nossa Senhora do Rosário. Entretanto, por causa de atritos com as Irmandades do Rosário e de São Benedito acerca do uso do órgão e do horário de ensaios do coral, eles decidiram criar um núcleo religioso independente, a Comunidade de São José dos Alemães, estabelecida em 21 de janeiro de 1871.
Para servir o culto foi adquirido o edifício do antigo Teatro Dom Pedro, que depois fora a sede da Sociedade Bailante Campesina e sucessivamente de uma agência de leilões, localizado na Rua Marechal Floriano. A estrutura foi reformada e adaptada pelo arquiteto João Grünewald, sendo consagrada pelo bispo Dom Sebastião Dias Laranjeira em 13 de dezembro de 1871. O primeiro capelão foi o jesuíta João Batista Stratmann.
Em 1920 foi decidida a construção de um templo maior, escolhendo-se a atual localização, na então chamada Rua São Rafael (hoje Alberto Bins), nº 467. O projeto foi de Joseph Lutzenberger, importante arquiteto e artista plástico. A pedra fundamental foi lançada em 22 de janeiro de 1922, sendo inaugurada em 1924, a tempo das comemorações do centenário da imigração alemã no Rio Grande do Sul. A decoração interna, contudo, só foi concluída em 1948. Em 1982 a igreja foi incluída pela Prefeitura Municipal no Inventário dos Bens Imóveis de Valor Histórico e Cultural e de Expressiva Tradição.

## Arquitetura

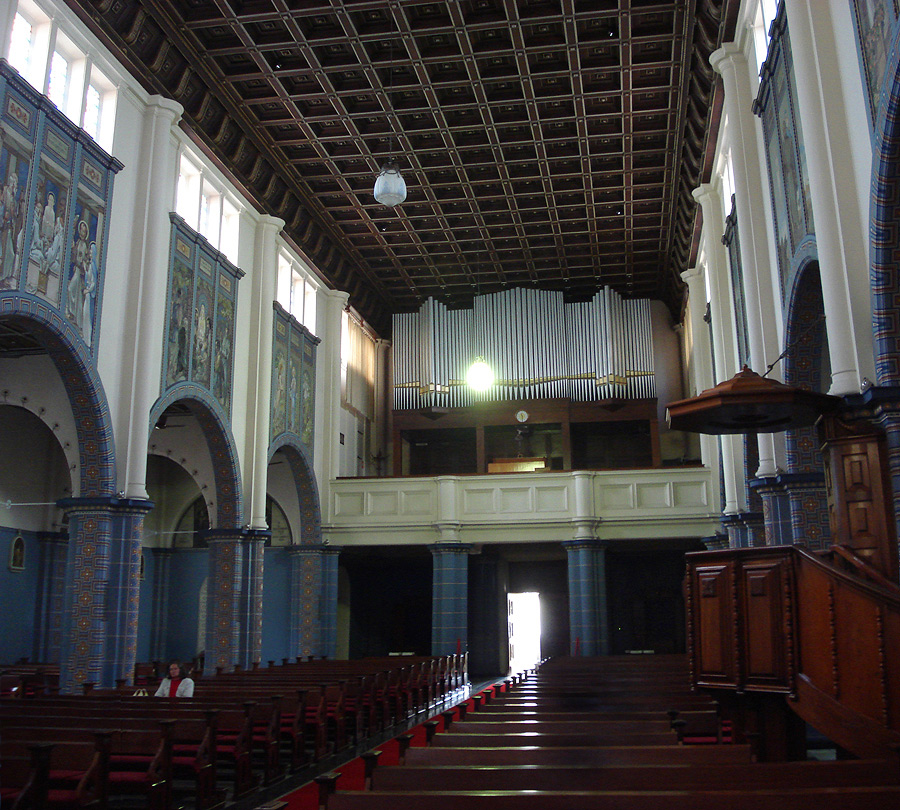
Vista da nave e do coro com o órgão

A Igreja tem uma grande relevância artística tanto em seu edifício como em sua decoração, que contou com a colaboração de artistas de renome. É um dos projetos mais integrados e mais conhecidos de Lutzenberger, construído em um vigoroso estilo eclético, de geometria rigorosa e rica em soluções originais. Além do desenho do prédio, Lutzenberger também foi o responsável pela concepção geral da decoração externa e interna, concebendo a igreja como uma "obra de arte total", e projetando os altares, a estatuária, os ornamentos, os vitrais e as pinturas murais. Os desenhos e esboços que desenvolveu foram doados ao acervo da igreja pela sua família.
Angelo Guido elogiou a qualidade do projeto, e de acordo com Ângela Ravazzolo, ela é uma das principais realizações de Lutzenberger. Para Caroline Hädrich, a igreja "é certamente a obra mais completa e talvez a mais bela criada por Lutzenberger, já que ele conseguiu projetar desde sua estrutura até todos os seus detalhes decorativos, como pinturas murais, desenho de vitrais, altares e estatuária em mármore, mobiliário em madeira e até luminárias".

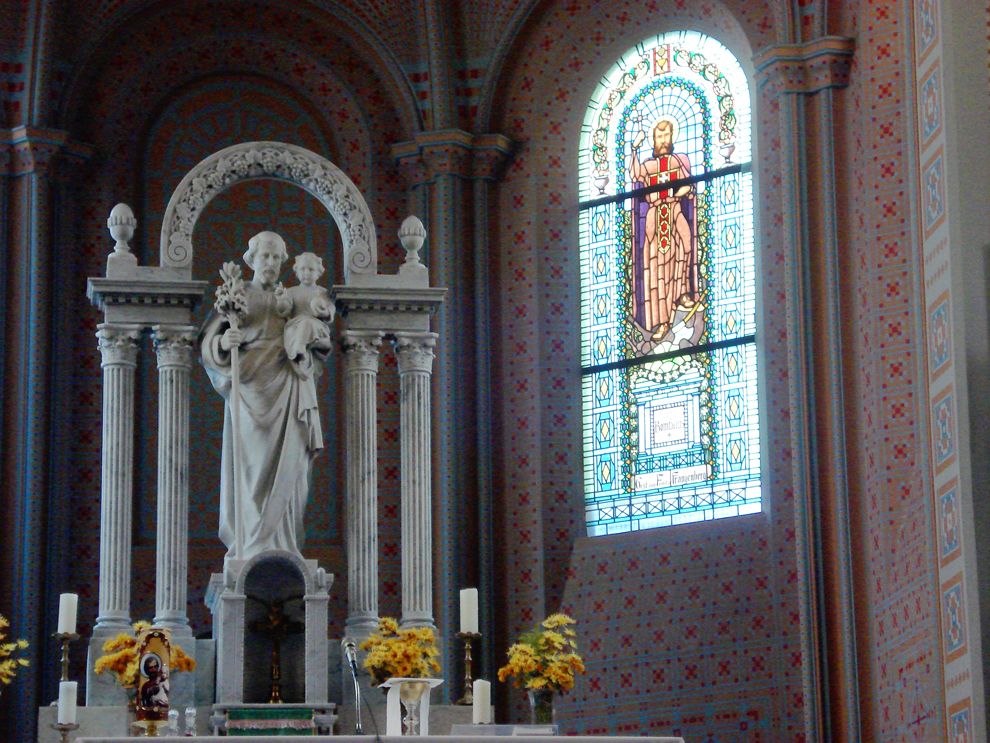
Detalhe do altar-mor

A fachada tem uma volumetria dinâmica, com um embasamento elevado junto ao passeio, onde se abrem óculos redondos. Nas laterais, há duas entradas, de onde escadarias levam até o pórtico em arcada, com um arco central decorado. No arco está entronizada uma grande estátua de São José com o Menino Jesus ao colo, executada por Alfred Adloff, que também talhou as outras esculturas da fachada. Sobre este grupo se eleva o campanário, em quatro níveis de configuração variada, terminando em um alto coruchéu prismático feito de cobre. Nas quinas dos volumes da fachada estão colocadas vários bulbos em forma de labareda estilizada.
Passando-se o pórtico, entra-se na nave central, através de um pequeno átrio que sustenta o coro, onde está instalado um grande órgão de tubos. À esquerda da entrada fica o batistério, em uma saleta com aberturas gradeadas, decorado com imagens de santos e uma pia batismal em mármore, e logo adiante há um altar com uma imagem do Senhor Morto em um caixão envidraçado. No teto da nave há um sofisticado forro de madeira dividido em caixotões, entalhado por Johannes Widholzer. Grandes arcos redondos dão acesso às naves laterais. Debaixo do clerestório há pinturas murais ilustrando passagens da Bíblia e imagens santos cultuados pelos alemães, executadas por alunos de Lutzenberger a partir de seus projetos. Bancadas em madeira ladeiam a passagem central, e à esquerda, mais ao fundo, está colocado um púlpito, também em madeira.

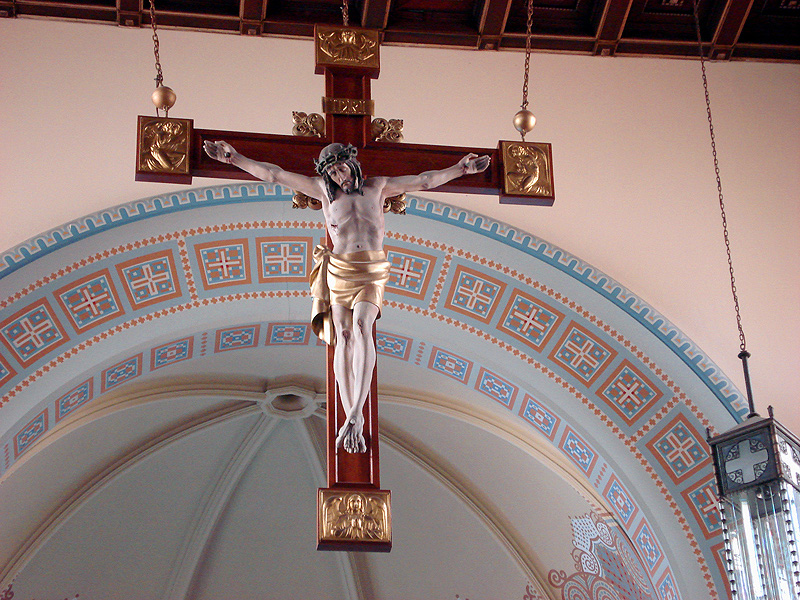
O crucifixo suspenso sobre o altar-mor

Ao fundo da nave se localiza a capela-mor, com desenho absidal, delimitada por um grande arco redondo ornamentado, em cuja frente pende do teto um monumental crucifixo de madeira, cuja autoria é atribuída a André Arjonas. Arjonas era o diretor artístico da oficina de decoração de Jacob Aloys Friedrichs, colaborou nos projetos do altar-mor e da estatuária em mármore que adorna os altares e, com seus assistentes, foi responsável pela sua execução. Abaixo da cruz suspensa fica o altar-mor, e atrás o retábulo para o Padroeiro, uma criação original que emprega elementos vazados para delinear uma moldura arquitetural discreta e graciosa em torno da imagem de São José com o Menino Jesus nos braços.
As naves laterais, com espaço dividido longitudinalmente por arcos redondos sucessivos, possuem altares nas extremidades e vitrais nas janelas, confeccionados pela Casa Veit, bem como diversas estátuas de santos e uma Via Sacra ao longo das paredes. As paredes e arcos do interior da igreja possuem ainda rica decoração de pinturas em motivos geométricos, criando um efeito plástico atraente, que na abside da capela-mor chega ao seu ponto alto. A igreja, por conta de sua boa acústica e da presença de um excelente órgão, é usada com frequência para concertos. Também é mantido um grupo coral permanente.